# Diepoldsau
Diepoldsau är en ort och kommun i distriktet Rheintal i kantonen Sankt Gallen, Schweiz. Kommunen har 6 928 invånare (2023).
Orten Diepoldsau ligger mellan floden Rhen, som fick ett nytt lopp 1923, och dess gamla flodfåra Alter Rhein som utgör gräns mot Österrike.